# 多格圖斯 (北達科他州)
多格圖斯（英語：Dogtooth）是位於美國北達科他州格蘭特縣的非建制地區。

## 歷史
多格圖斯的郵局於1900年設立，其後於1910年停運。

## 地理
多格圖斯所處的海拔為高於海平面717米（即2352英呎），而該地所採用的時區為UTC-7，即北美山地时区（MST）。同時該地設有夏令時間，為UTC-7調快一小時，即UTC-6（MDT）。